# جون كلارك (مجدف)
جون كلارك (بالإنجليزية: John Wilson Clark)‏ هو مجدف نيوزيلندي، ولد في 4 يوليو 1944 في ويلينغتون في نيوزيلندا.

## وصلات خارجية
- جون كلارك على موقع الاتحاد الدولي للتجديف (الإنجليزية)
- جون كلارك على موقع اللجنة الأولمبية الدولية (الإنجليزية)
- جون كلارك على موقع أوليمبيديا (الإنجليزية)
- جون كلارك على موقع اللجنة الأولمبية النيوزيلندية (الإنجليزية)